# 火車衝浪

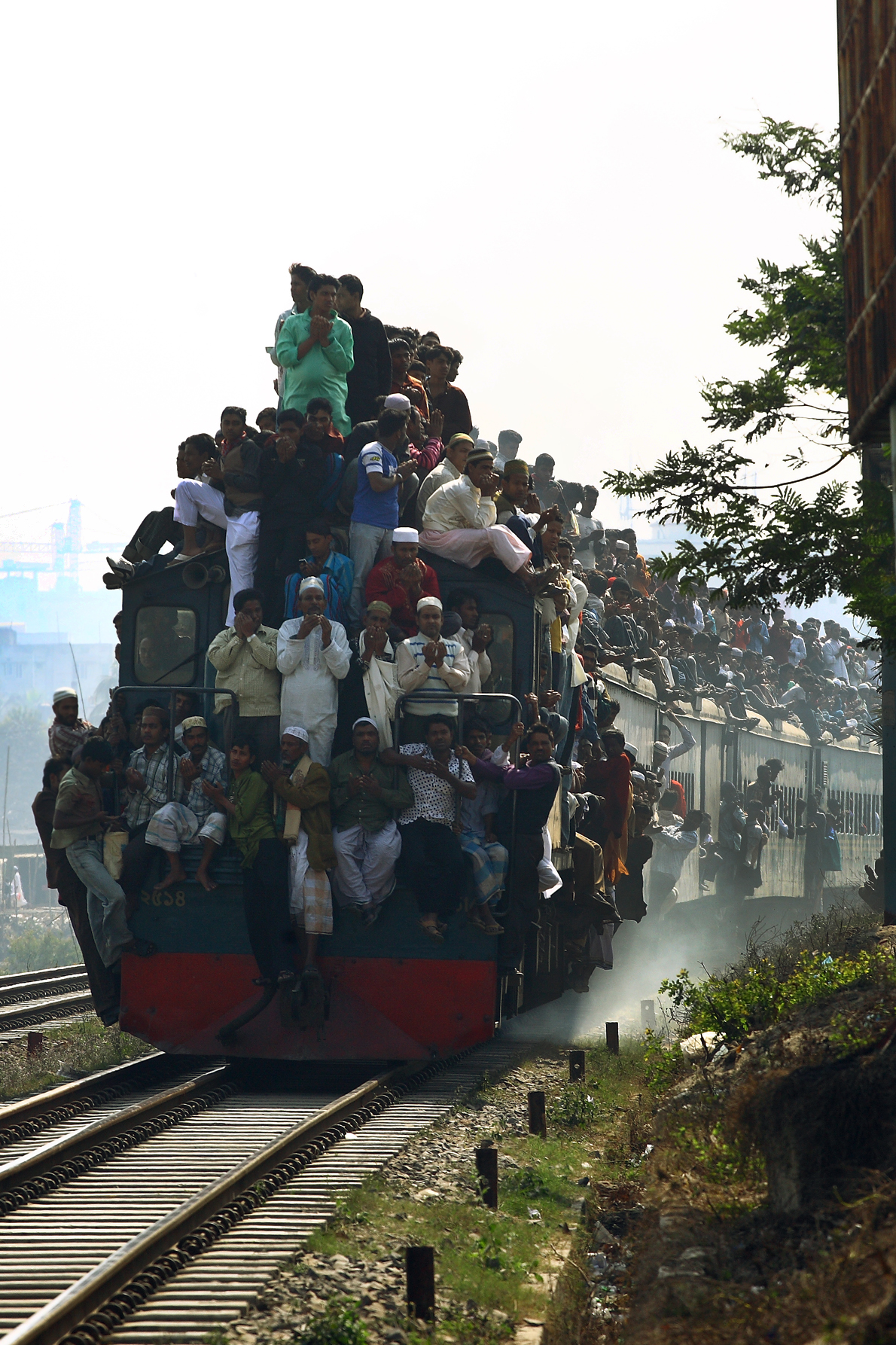
孟加拉国[的一列火车因过度拥挤，乘客只能坐在车厢外面

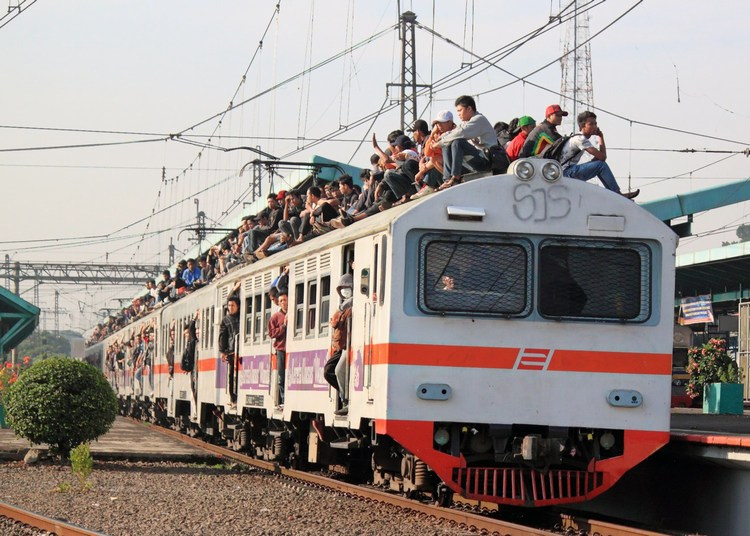
印度尼西亚雅加达的通勤线电动列车因过度拥挤，乘客被迫乘坐在列车外侧

火車衝浪（英語：Train surfing 或 train hopping、train hitching等）是指攀附在移動的鐵路列車外部的行為。 這種行為可能會導致嚴重的身體傷害，原因包括由行駛中的列車墜落、在電氣化路段觸及列車周圍高壓電設備而遭電擊、超出路線淨空範圍而撞擊沿線周圍設施（如橋樑構造、隧道牆壁及洞口構造、月台構造、沿線鐵路機電或信號設施，或旁邊的列車等），或嘗試跳上或跳下行駛中的列車但未成功。現今，許多地區的鐵路相關法規禁止這種做法。儘管如此，它仍然被人們實踐，特別是在那些搭乘需求遠大於旅客列車車廂內部容量的鐵路上。

## 歴史

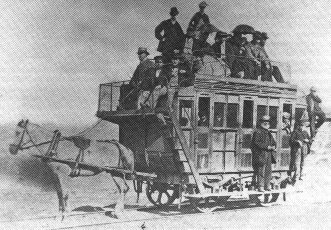
早期的马拉火车车厢，乘客坐在车顶或踏板上。

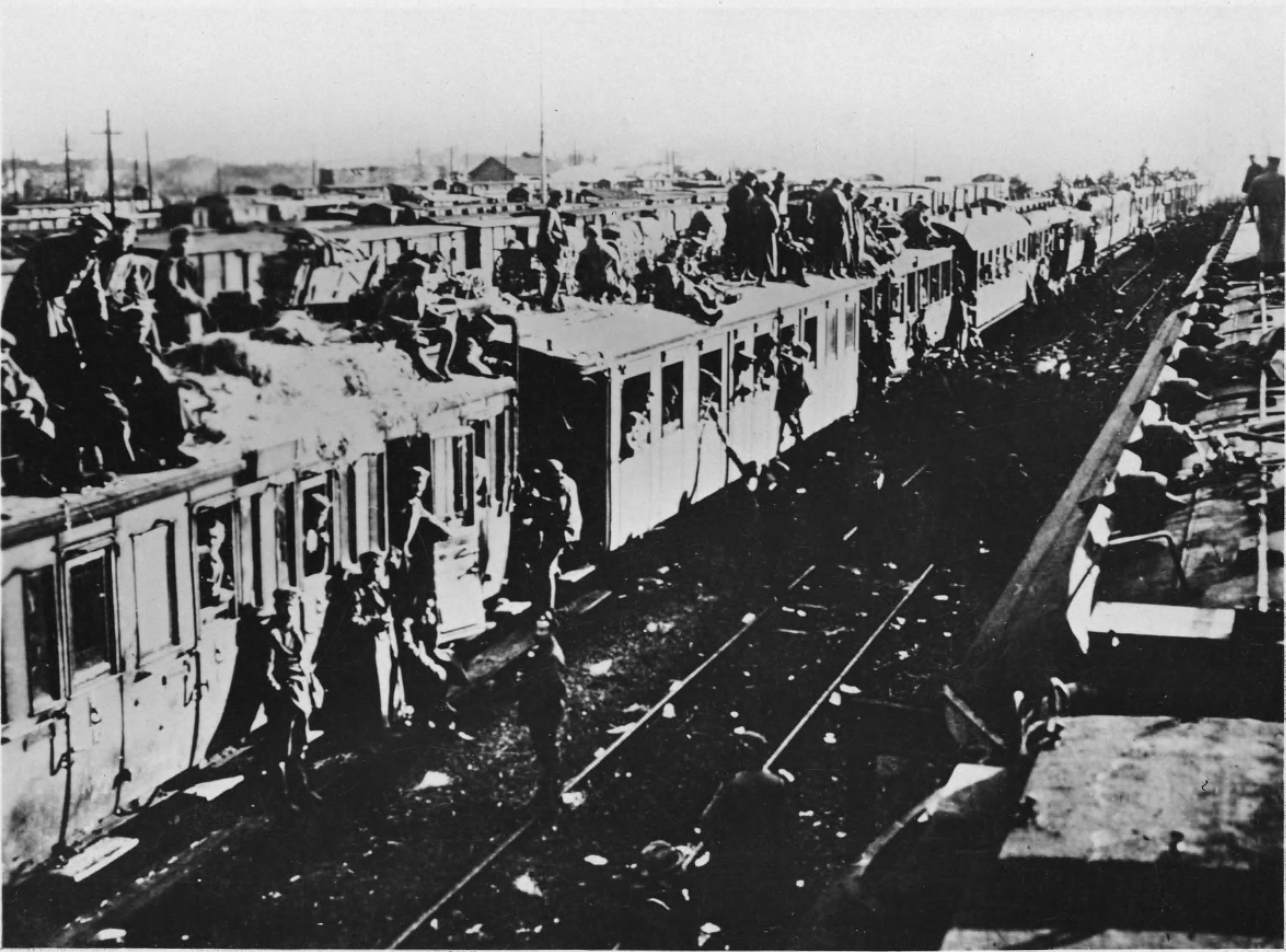
1918年西线的一列德国复员列车。火车已经满员，所以士兵们不得不抓住车顶和车门。

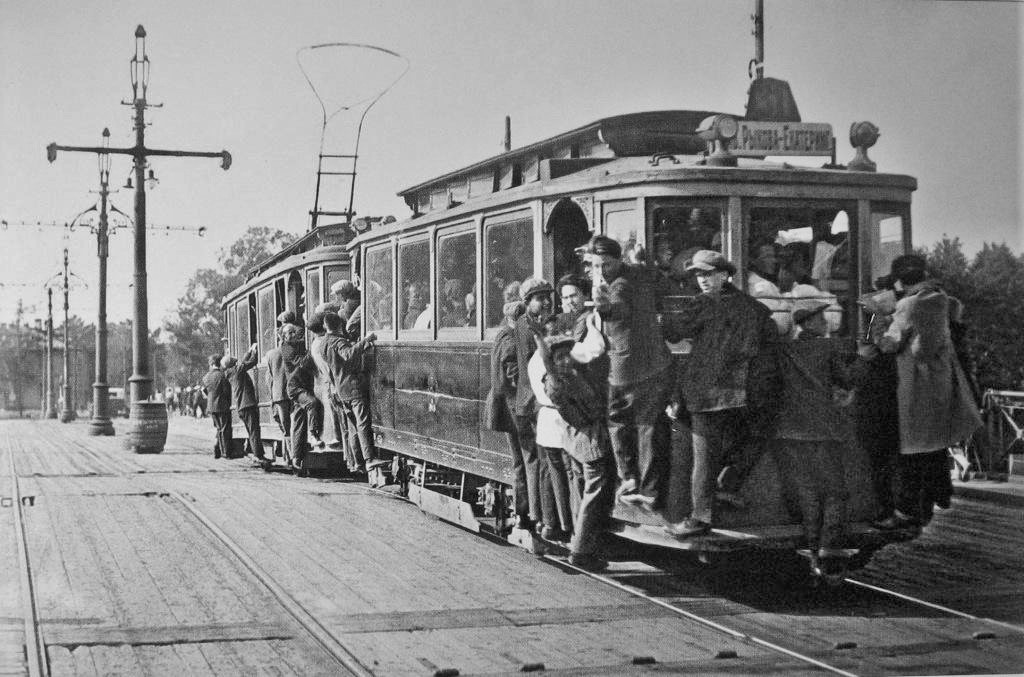
拥挤的圣彼得堡有轨电车（1933年）

在早期铁路上，人们乘坐火车车厢外侧的现象已经出现。在早期铁路上，人们乘坐火车车顶或踏板是很常见的。但随着19世纪末火车规模和速度的提升，客车配备了与轨道完全隔离的座椅，以提高安全性，防止乘客在火车行驶时掉下车。然而，由于没有车票，有些人还是选择乘坐在车厢外侧。
在美国，随着内战后铁路向西部扩张，这种做法变得越来越普遍，尤其是在被称为“流浪汉”的流动工人中。在经济大萧条等大范围动荡时期，对于那些无法使用其他交通方式的人来说，这种做法仍然被广泛使用。
随着20世纪上半叶西方有轨电车的兴起，一些城市变得异常拥挤，乘客们不得不爬上踏板、车门、车钩，有时甚至爬上车顶。在第一次世界大战、俄国内战和第二次世界大战等战争时期，欧洲的火车冲浪也很常见。由于座位不足，士兵和难民经常爬到客车的车顶上。
20世纪中期，随着铁路运营商采取措施减少列车拥挤，并防止乘客挤在车厢外，许多西方国家的“火车冲浪”现象逐渐减少。然而，在东南亚和非洲等人口稠密的国家，包括铁路在内的多种交通方式的拥挤问题日益严重，“火车冲浪”现象也随之蔓延。
火车冲浪作为一种极限爱好最早出现于20世纪80年代南非低收入青少年中，并很快传播到世界其他国家。1988年6月17日，美联社从里约热内卢报道，描述了一名13岁的巴西青少年如何在火车顶上进行火车冲浪。记者乔治·梅德罗斯指出，1987年巴西约有150名火车冲浪者死亡，仅1988年第一季度就有至少40人死亡。文章称，还有数百人受伤，其中一些人瘫痪。文章还指出，通勤铁路的政府运营商已支付相当于70万美元的死亡和受伤赔偿金。整个20世纪90年代，通勤列车上的“火车冲浪”在欧洲铁路附近的年轻人中变得流行起来。

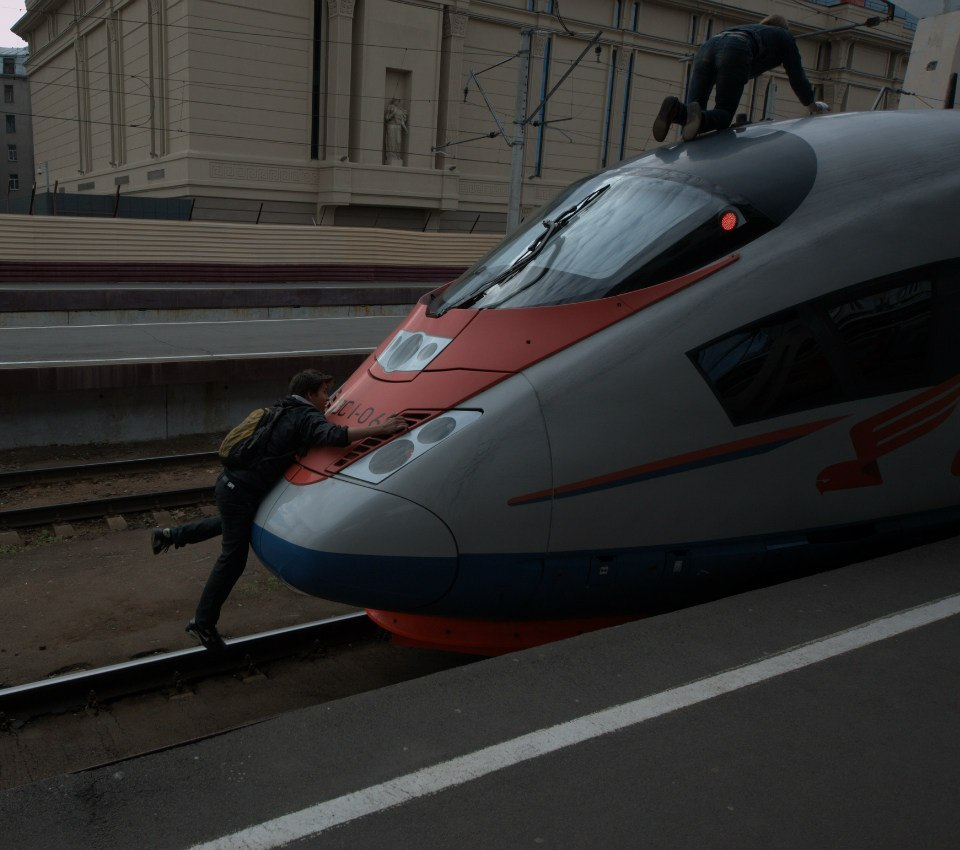
火车冲浪者爬上俄罗斯高速列车“游隼号”

在德国，“城铁冲浪”在20世纪90年代开始流行。到2000年，这一现象逐渐销声匿迹，但2005年，一群“城铁冲浪者”在法兰克福重新被发现。该团体的领队自称“火车骑士”，因乘坐德国最快的火车——ICE而闻名。几年后，这位“火车骑士”在一次采访中透露了一段他因患不治之症而死的网络视频，但该视频是一位粉丝伪造的。。2008年，40名青少年在火车冲浪中丧生。。
在20世纪80年代的苏联，偶尔能看到青少年和年轻人在有轨电车上玩“火车冲浪”。20世纪90年代苏联解体后，在俄罗斯和其他前苏联国家，居住在铁路附近的青少年和年轻人出于对极限运动的兴趣和经济困难，开始在通勤列车上玩“火车冲浪”。到了21世纪，在莫斯科地铁上也能看到“火车冲浪”的身影，并由此形成了各种团体和网络社区。 。
2000年代中期，莫斯科地区开始频繁出现通勤列车取消和过度拥挤的情况。2010年夏天，莫斯科有10趟通勤列车因轨道维修而取消，导致列车拥挤和“火车冲浪者”数量急剧增加。“火车冲浪者”们开始通过互联网自发组织起来，并在通勤列车、地铁和长途旅客列车外讨论举办大型“火车冲浪”活动。  2011 年初以来，俄罗斯火车冲浪者就开始在俄罗斯最快的高速列车游隼号上冲浪。2013年12月，两名年轻男子因在从莫斯科开往圣彼得堡的游隼号列车上进行火车冲浪而被捕，这一案件已被国外报道。
。2011年，俄罗斯有100多人因乘坐静止的火车车顶并过于靠近架空电线而死亡或重伤，其中有数十名儿童。。
在印度尼西亚，尤其是大雅加达地区，大量的人选择火车上下班，尤其是自20世纪90年代末以来，因缺乏地铁系统而陷入交通拥堵，于是市政府推出了“车手”等替代交通方式。雅加达的交通是东南亚最拥堵的，甚至可能是全世界最拥堵的城市之一。雅加达已经建立了快速公交系统，但收效甚微，因为没有与繁忙的交通隔离。热带高温和城市热岛效应也使得车厢顶部成为火车上唯一空气流通的地方。自2013年起，印尼铁路公司对售票系统进行现代化改造后，这种做法已被取消，该系统允许提前90天售票，并包括值机要求以及增加机车车辆数量。在KRL通勤线上，车站通过安装旋转闸门、实施非接触式支付和锁定车站进行了现代化改造。所有非通勤列车现在的乘客限制为100％至110％，而之前列车的载客量可以达到200%甚至更高。

### 日本的状況

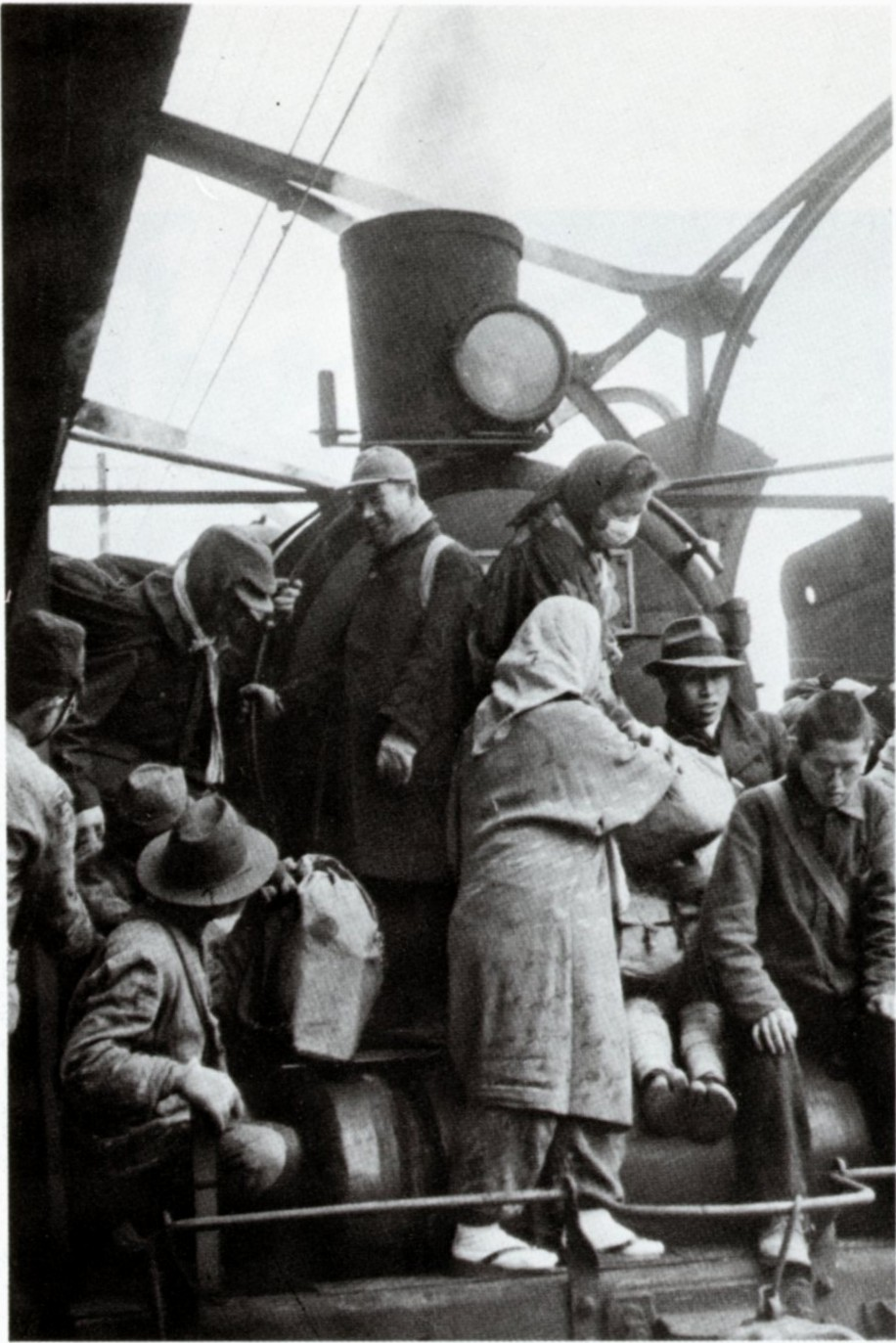
停靠在日暮里站的购物列车（1946年）

日本铁路始建于19世纪末，自始运营列车以来，其运行模式就以乘客乘坐车厢为前提。1900年颁布的《铁道事业法》第15条规定：“持票人仅在有空位的情况下方可乘车”，第33条则规定，“乘坐列车内任何非客用部分”将被处以罚款。当时并未预料到乘客会乘坐车厢外，因此乘客若乘坐车厢外的车厢将受到处罚。然而，战前曾有过为了应对轻轨（车厢较小、速度较慢）临时拥堵而允许乘客乘坐车厢外的情况。。
战争结束后，运送复员士兵和购物人群的需求急剧增加，但由于战争破坏造成车辆和煤炭短缺，运输能力急剧下降，全国各地的乘客经常坐在车厢外面。。随着经济稳定，补充车辆等措施的实施，这些问题逐渐平息，到了20世纪50年代几乎闻所未闻。然而，在随后经济快速增长导致通勤人数骤增的铁路线上，曾发生过通勤者被迫乘坐机车甲板外侧或客车出入口站台的情况。。
在日本，西方国家所见的“休闲列车冲浪”并不常见，但进入21世纪后，偶尔也会有人非法登上货运列车或潜入车厢外。

## 現状
在印度、孟加拉国和南非等国家，火车冲浪是一种常见的日常交通方式，由于这些新興工業化國家人口密度高，火车无法满足需求，人们被迫这样做。
随着互联网的发展，拍摄火车冲浪视频并将其发布到视频网站的做法在世界各地变得越来越普遍。火车冲浪者使用社交网络服务来寻找彼此。，也可以组织小团体旅行。在火车冲浪者群体较大的国家，他们会在当地火车外组织大型活动，参与人数可达数十人。
在印尼语中，火车冲浪者被称为“屋顶骑手”。

## 動機
参加冲浪训练的乘客中，有的将其视为一项极限运动，有的将其视为获得免费乘车的一种方式，他们认为这比乘坐火车有很多优势。。
- 享受乘车乐趣，体验速度
- 比车窗更开阔的视野
- 无需购票，无需额外付费
- 极其拥挤时也能舒适乘车
- 上下班时乘坐空间不足的列车
- 车厢过热时也能舒适乘车
- 列车缓慢行驶时，在停靠前跳下车或换乘即将出发的列车
- 乘坐非客运列车（例如货运列车或单独运行的机车）

## 风险

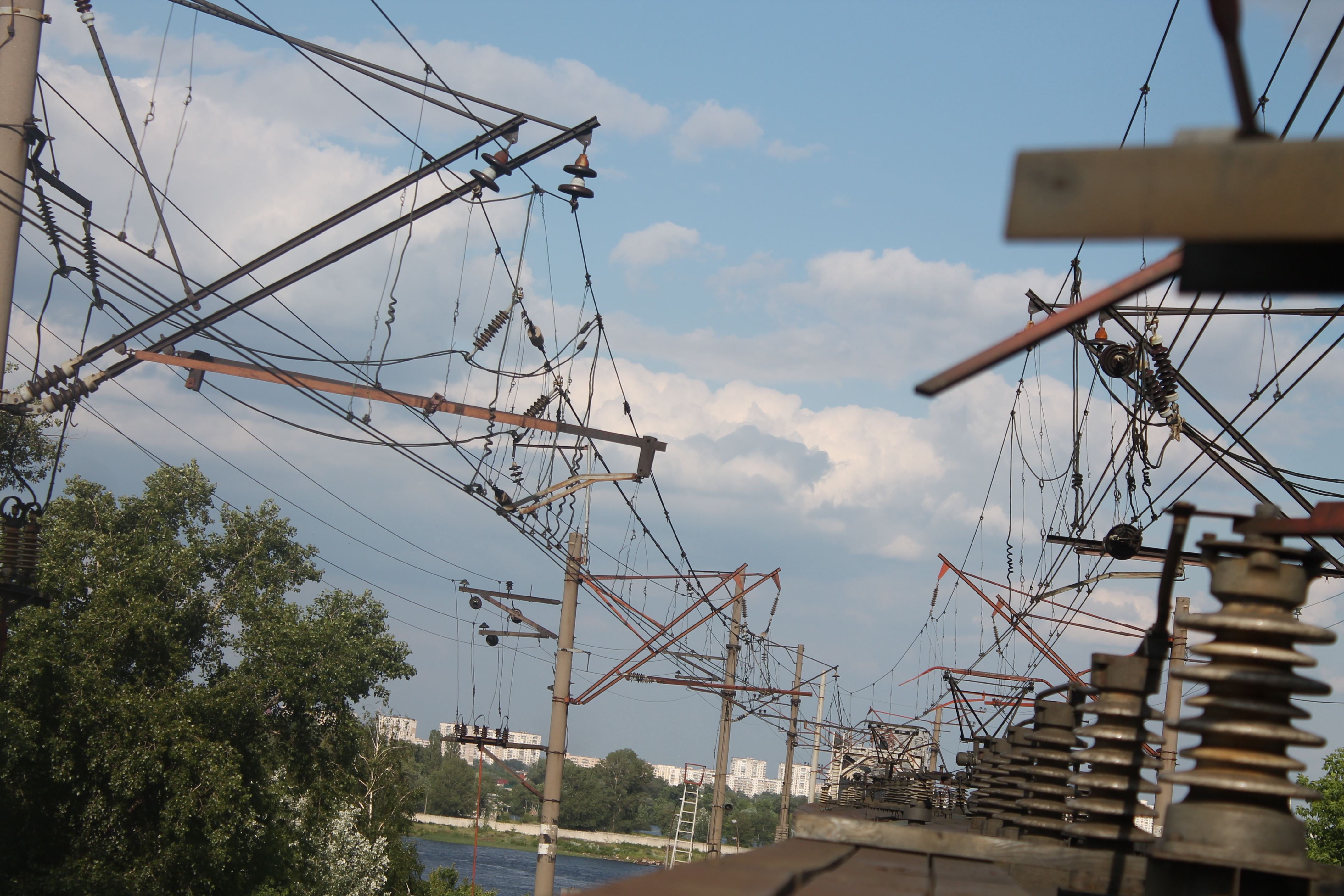
车顶乘客的障碍物——架空的25,000伏交流电线、集電弓和其他列车设备

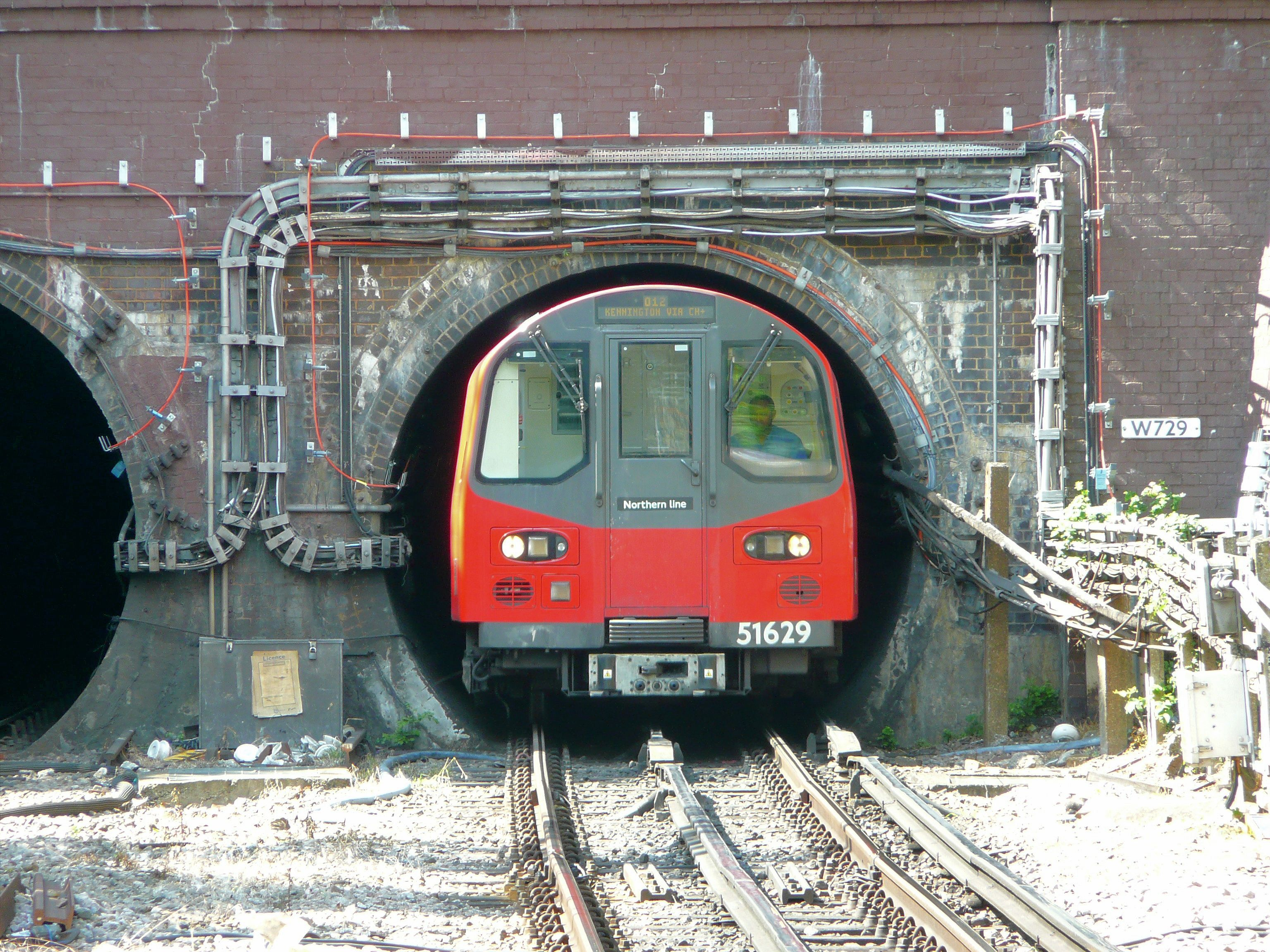
试图爬上地铁车顶通常是致命且极其危险的，因为许多地铁车厢顶部和侧面之间的间隙非常狭窄。

火车冲浪者有死亡或重伤的风险。火车冲浪者不仅面临生命危险，还面临被铁路警察和安保人员逮捕和起诉的风险。

## 预防与处罚

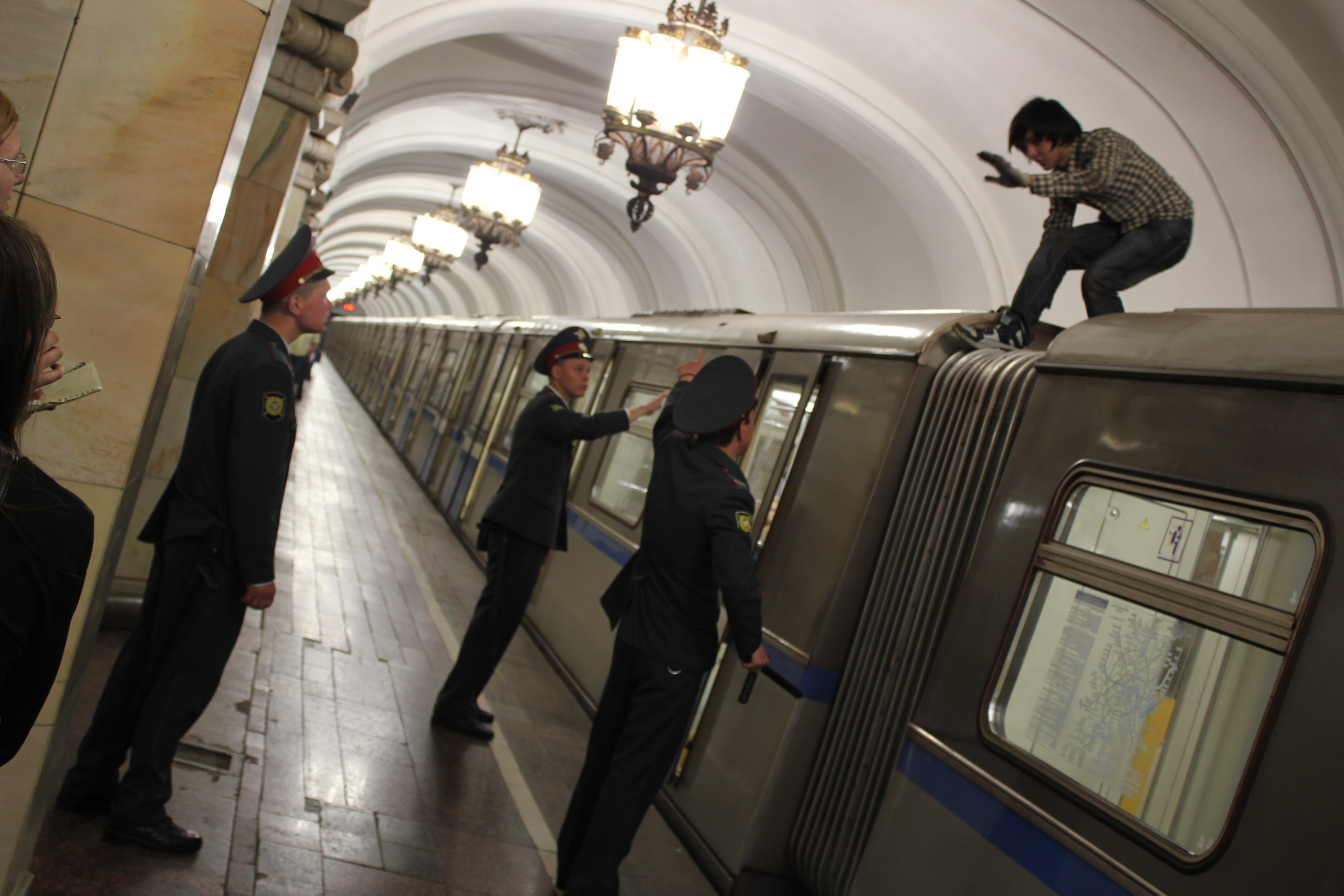
莫斯科地铁列车冲浪者被警方逮捕

在许多国家，包括中国、日本、韩国、澳大利亚、印度、印度尼西亚、俄罗斯和美国，火车冲浪都是非法的。许多铁路部门密切监视车厢外的乘客，并雇用铁路警察和安保人员来防止事故发生。警察和安保人员不断在繁忙的车站和货场巡逻，随时准备逮捕火车冲浪者。在一些国家，铁路警察会驾驶多用途车辆、越野车和巡逻车在铁路设施内巡逻。而高速铁路的车站和车辆段更受到监控。警方有时会发起协同突袭，将火车冲浪者从火车上带走并逮捕。。在一些国家，法律会对“火车冲浪者”处以高额罚款和短期监禁。在日本，根据《新干线特别法》，违规者也可能面临严厉的处罚。
2010年最后四个月，墨尔本至少 87人因与火车冲浪有关的指控而被捕。 。
在俄罗斯，2011年10个月内，莫斯科逮捕了1,000多名火车冲浪者。。
在印度，中央铁路一天内就有153人因火车冲浪而被指控。
。

### 预防措施
为了劝阻人们从外面上车，铁路运营商多次张贴警示牌，警告人们“火车冲浪”的危险。目前还没有官方数据，但伦敦地铁已经开展了一项反对“地铁冲浪”的宣传活动。。
印尼铁路公司一直在采取措施阻止火车冲浪者，包括在火车车顶上安装铁丝网、将火车冲浪者浇上红漆、以及播放电视广告警告人们，但这些措施都没有效果。。2012年，一系列混凝土球被悬挂在铁轨上方，以消灭该地区的火车冲浪者。。然而，该方法因具有潜在致命性且过度而受到批评。
例如，东武铁道和JR集团已在列车内外张贴告示，告知乘客在车厢以外的任何区域（例如驾驶室或列车外）乘车均属犯罪行为，并采取特别严格的措施。